# 海城金塔
海城金塔位于中国辽宁省海城市析木镇羊角峪村西山坡上，是一座辽代密檐式砖塔，1963年被列为辽宁省文物保护单位，2013年被列为第七批全国重点文物保护单位。
金塔由塔基、塔座、塔身、塔刹组成，通高31.5米。